# Menekültek olimpiai csapata a 2016. évi nyári olimpiai játékokon
A Nemzetközi Olimpiai Bizottság döntése alapján 10 tagú, menekült státuszú, hazájukból politikai okokból elmenekült sportoló vehetett részt a 2016. évi nyári olimpiai játékokon. A csapatba a már kvótát szerzett játékosoknak a NOB döntése alapján lehetett bekerülni.

## Sportolók
A menekültstátusú sportolók utolsó előttiként, az olimpiai zászló alatt vonultak fel az augusztus 5-i megnyitón, s ha valamelyikük aranyérmet nyert volna, az olimpiai himnuszt játszották volna el a tiszteletére. A csapat ruházatát a NOB biztosította, a sportolókat az olimpiai faluban szállásolták el.
A csapatba végül 43 jelöltből öt dél-szudáni, két-két szír és kongói, valamint egy etióp sportoló került be.
| Sportoló          | Eredeti ország                  | Jelenlegi ország | Sport     | Sportág        |
| ----------------- | ------------------------------- | ---------------- | --------- | -------------- |
| James Chiengjiek  | Dél-Szudán                      | Kenya            | Atlétika  | 400 m          |
| Yiech Biel        | Dél-Szudán                      | Kenya            | Atlétika  | 800 m          |
| Paulo Lokoro      | Dél-Szudán                      | Kenya            | Atlétika  | 1500 m         |
| Yonas Kinde       | Etiópia                         | Luxemburg        | Atlétika  | Maraton        |
| Popole Misenga    | Kongói Demokratikus Köztársaság | Brazília         | Cselgáncs | 90 kg          |
| Rami Anis         | Szíria                          | Belgium          | Úszás     | 100 m mell     |
| Rose Lokonyen     | Dél-Szudán                      | Kenya            | Atlétika  | 800 m          |
| Anjelina Lohalith | Dél-Szudán                      | Kenya            | Atlétika  | 1500 m         |
| Yolande Mabika    | Kongói Demokratikus Köztársaság | Brazília         | Cselgáncs | 70 kg          |
| Juszra Márdini    | Szíria                          | Németország      | Úszás     | 100 m pillangó |

## Eredmények

### Atlétika
Férfi
| Név              | Versenyszám | Előfutam | Előfutam | Középdöntő | Középdöntő | Döntő   | Döntő    |
| Név              | Versenyszám | Idő      | Hely.    | Idő        | Hely.      | Idő     | Helyezés |
| ---------------- | ----------- | -------- | -------- | ---------- | ---------- | ------- | -------- |
| James Chiengjiek | 400 m       | 52,89    | 8.       | kiesett    | kiesett    | kiesett | kiesett  |
| Yiech Biel       | 800 m       | 1:54,67  | 8.       | kiesett    | kiesett    | kiesett | kiesett  |
| Paulo Lokoro     | 1500 m      | 4:03,96  | 11.      | kiesett    | kiesett    | kiesett | kiesett  |
| Yonas Kinde      | Marathon    |          |          |            |            | 2:24:08 | 90.      |

Női
| Név               | Versenyszám | Előfutam | Előfutam | Középdöntő | Középdöntő | Döntő   | Döntő    |
| Név               | Versenyszám | Idő      | Hely.    | Idő        | Hely.      | Idő     | Helyezés |
| ----------------- | ----------- | -------- | -------- | ---------- | ---------- | ------- | -------- |
| Rose Lokonyen     | 800 m       | 2:16,64  | 61.      | kiesett    | kiesett    | kiesett | kiesett  |
| Anjelina Lohalith | 1500 m      | 4:47,38  | 14.      | kiesett    | kiesett    | kiesett | kiesett  |

### Cselgáncs
| Sportoló       | Versenyszám  | Selejtező         | 32-es főtábla           | Nyolcaddöntő           | Negyeddöntő       | Elődöntő          | Vigaszág elődöntő | Bronzmérkőzés     | Döntő             | Döntő    |
| Sportoló       | Versenyszám  | Eredmény Ellenfél | Eredmény Ellenfél       | Eredmény Ellenfél      | Eredmény Ellenfél | Eredmény Ellenfél | Eredmény Ellenfél | Eredmény Ellenfél | Eredmény Ellenfél | Helyezés |
| -------------- | ------------ | ----------------- | ----------------------- | ---------------------- | ----------------- | ----------------- | ----------------- | ----------------- | ----------------- | -------- |
| Popole Misenga | Férfi −90 kg | Erőnyerő          | Singh (IND) · 0001–000  | Gwak D-h (KOR) 000–100 | kiesett           | kiesett           | kiesett           | kiesett           | kiesett           | kiesett  |
| Yolande Mabika | Női −70 kg   | Erőnyerő          | Bolder (ISR) · 000–1100 | kiesett                | kiesett           | kiesett           | kiesett           | kiesett           | kiesett           | kiesett  |

### Úszás
| Versenyző      | Versenyszám          | Elődöntő | Elődöntő | Középdöntő | Középdöntő | Döntő   | Döntő    |
| Versenyző      | Versenyszám          | Idő      | Hely.    | Idő        | Hely       | Idő     | Helyezés |
| -------------- | -------------------- | -------- | -------- | ---------- | ---------- | ------- | -------- |
| Rami Anis      | Férfi 100 m pillangó | 56,23    | 40.      | kiesett    | kiesett    | kiesett | kiesett  |
| Rami Anis      | Férfi 100 m gyors    | 54,25    | 56.      | kiesett    | kiesett    | kiesett | kiesett  |
| Juszra Márdini | Női 100 m gyors      | 1:04,66  | 45.      | kiesett    | kiesett    | kiesett | kiesett  |
| Juszra Márdini | Női 100 m pillangó   | 1:09,21  | 41.      | kiesett    | kiesett    | kiesett | kiesett  |